# BU Crucis
Désignations
BU Crucis, également désignée HD 111934, est une étoile variable de l'amas ouvert NGC 4755, également appelé l'amas de Kappa Crucis ou l'amas de la Boîte à Bijoux.

## Position

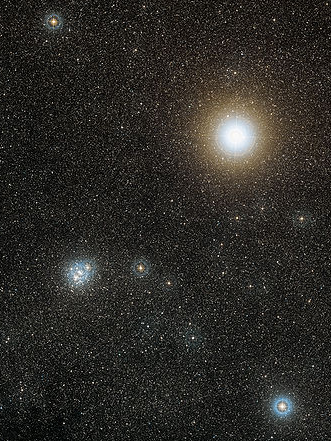
NGC 4755 au sud-est de β Crucis (Crédit : ESO, ESA/Hubble and Digitized Sky Survey 2. Acknowledgment: Davide De Martin)

BU Crucis est l'une des étoiles les plus brillantes de l'amas ouvert NGC 4775, mieux connu sous le nom d'amas de la Boîte à Bijoux. Elle forme l'extrémité droite de la barre de l'astérisme remarquable en forme de "A" situé au centre de l'amas. L'amas fait partie de la plus vaste association OB1 du Centaure et est situé à environ 8 500 années-lumière.
L'amas et BU Crucis elle-même sont situés juste au sud-est de β Crucis, l'étoile située côté gauche de la fameuse Croix du Sud.

## Propriétés
BU Crucis est une supergéante lumineuse de type B2 (classe de luminosité Ia). Elle est environ 275 000 fois plus lumineuse que le Soleil, en partie à cause de sa température supérieure à 20 000 K et en partie à cause de sa grande taille, 40 fois celle du Soleil. L'amas de κ Crucis a un âge calculé de 11,2 millions d'années et BU Crucis elle-même a environ 5 millions d'années.

## Variabilité

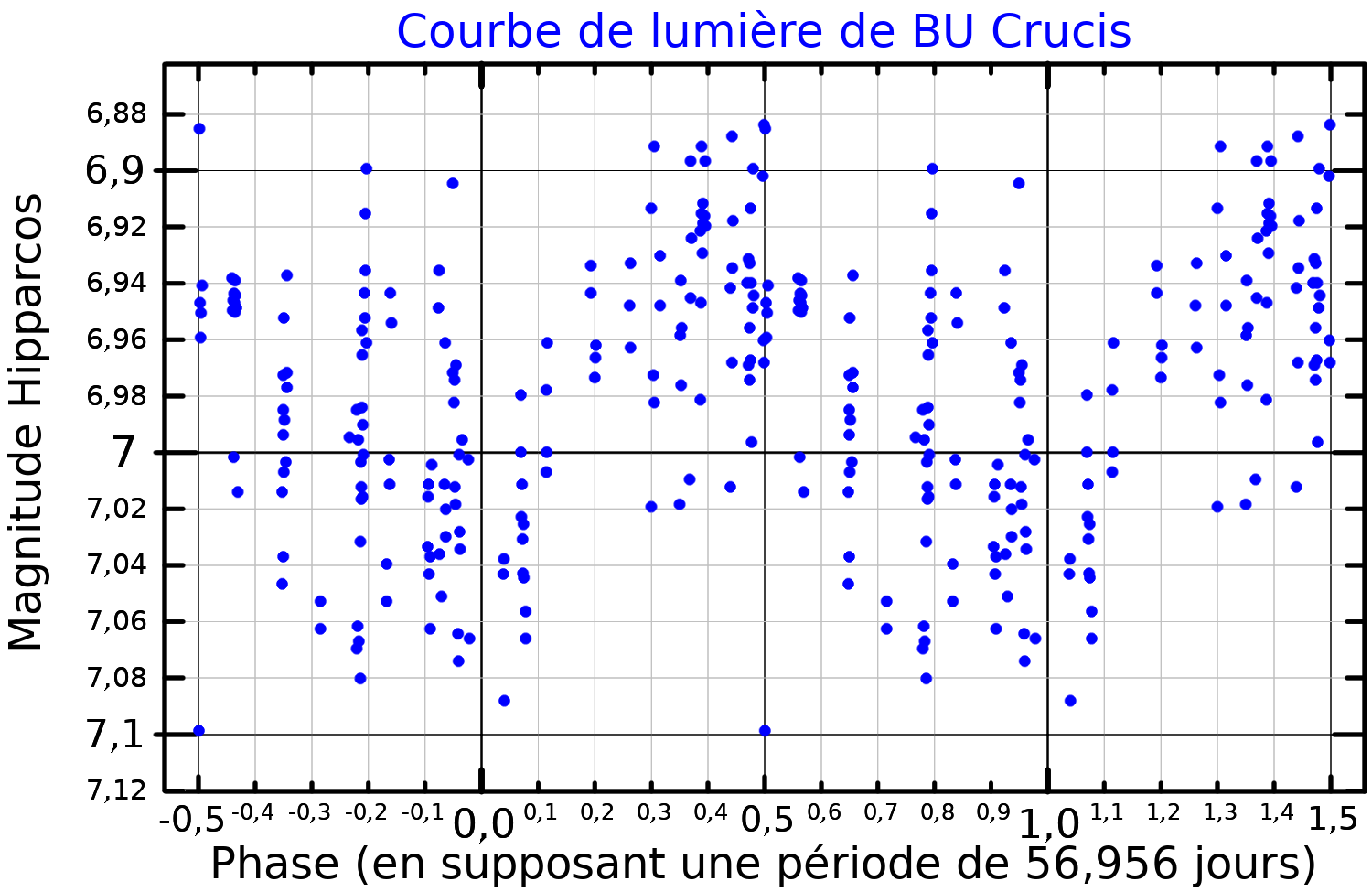
Une courbe de lumière de BU Crucis, adaptée de Lefèvre (2009)

BU Crucis est une étoile variable avec une variation de luminosité d'environ 0,1 magnitude. Elle est listée comme probable binaire à éclipses dans le General Catalogue of Variable Stars, mais l'International Variable Star Index de l'AAVSO la classe comme une variable de type α Cygni avec une variation d'une plage de magnitude 6,82 à 7,01.